# Ernest Lavigne
Ernest Lavigne   (Montreal, 17 de desembre de 1851 - Montreal, 18 de gener de 1909) va ser un músic, compositor, director d'orquestra, editor i gestor del Quebec.

## Biografia
Joventut
Ernest Lavigne va néixer a Mont-real. Va estudiar al col·legi de Terrebonne. El 25 de juny de 1865 anà a Roma amb el 4t destacament dels zouaves papals. Després d'uns mesos a Itàlia, s'incorporà al "Roman Zouaves Music Corps" per al qual va ocupar el taulell de corneta solista l'any 1869. Posteriorment, va romandre a Europa gairebé dos anys on va viatjar a Itàlia, França, Alemanya, Espanya i Anglaterra.

## Carrera
El 1864 es va instal·lar durant un temps al Quebec, on el seu germà, Arthur Lavigne, era propietari d'una botiga d'instruments musicals a la rue Saint-Jean. El 1877, va tornar a Mont-real per dirigir la "Musique de la Cité", la banda de música del 65è Batalló. El mateix any, va seguir l'exemple del seu germà obrint una botiga de música a Mont-real. El 1881, va unir forces amb Louis-Joseph Lajoie, sota el nom de la companyia Lavigne & Lajoie. Aquesta casa distribueix centenars d'obres de diversos compositors i editors i n'edita una cinquantena de canadencs.
El 1885, va inaugurar els concerts gratuïts al "Jardin Viger" de Mont-real on les seves actuacions el van convertir en una estrella.
Organitzador nat, Ernest Lavigne va empènyer l'empresa Lavigne & Lajoie a adquirir una extensa parcel·la a la vora del Sant Llorenç que va convertir en un parc d'atraccions, Parc Sohmer. La inauguració de "Sohmer Park" va tenir lloc el juny de 1889. Fins a la seva mort, Lavigne va ser l'encarregat dels concerts i espectacles de la companyia. Amb la intenció de crear una orquestra simfònica, va portar d'Europa, sobretot de Bèlgica i Itàlia, nombrosos instrumentistes, alguns dels quals es van establir al país i hi van crear una tradició instrumental. Va portar, entre d'altres, a Jean-Julien Clossey el maig de 1891 que esdevingué primer violí de l'Orquestra Simfònica de Mont-real.
Ernest Lavigne es pot considerar com un dels pioners de la música instrumental al Canadà. Com a compositor, es dedica principalment a la melodia. Com a solista, Ernest Lavigne va guanyar diversos honors, incloses dues cornetes daurades.

## Final de la vida
La seva mala salut l'obligava a deixar de fer concerts. Ernest Lavigne va morir a l'Hospital de Montréal el 18 de gener de 1909 als 57 anys i va ser enterrat al cementiri de Nostra Senyora de les Neus, a Mont-real.

## Honors
- 1962: La ciutat de Mont-real anomena una avinguda en honor al músic de Mont-real.[13]
- 1985: La ciutat de Quebec bateja una avinguda en honor a Ernest Lavigne.[14]
- 2004: La ciutat de Boucherville bateja un carrer en memòria d'Ernest Lavigne.[15]